# Qabus-nama

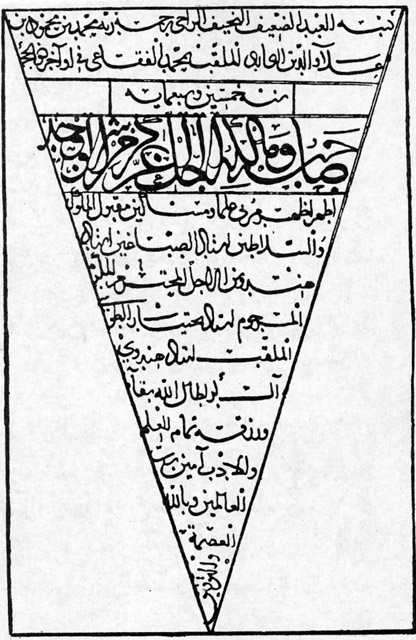
Die letzte Seite des Qabus-nama aus einer Ausgabe von 1349 (Befindet sich im Malek-Nationalbibliothek und -museum in Teheran).

Das Qabus-nama oder Qābus nāmeh (persisch قابوسنامه, DMG Qābūs-nāma, ‚Qabus-Buch‘) ist eines der bedeutendsten persischsprachigen Prosawerke des 11. Jahrhunderts. Der in viele Sprachen übersetzte Fürstenspiegel wurde von Unsur al-Maali Kai-Kawus ibn Iskandar ibn Qabus (ca. 1021–1087), einem persischen Fürsten aus der Dynastie der Ziyariden, verfasst und ist seinem Sohn Gilan-Schah gewidmet. Er soll um 1082 fertiggestellt worden sein und besteht aus vierundvierzig Kapiteln. Sein Titel stammt nicht von seinem Verfasser.
Das Werk wurde zum ersten Mal von Heinrich Friedrich von Diez, dem Königlichen Preussischen Geheimen Legations-Rath und Prälaten, ehemals außerordentlichem Gesandten und bevollmächtigten Minister des Königs am Hofe zu Konstantinopel, ins Deutsche übersetzt (erschienen 1811) und hatte großen Einfluss auf Goethe, dem es als Inspirationsquelle für seinen West-östlichen Divan diente.
Textauszug: Vorschriften und Regeln der Musiker (36. Kap., Übersetzung Diez)

„Wisse, mein Sohn! wenn du zur Musikkunst Lust hast und sie erlernen willst: so musst du wohlgesittet und freundlich, nicht übergeartet und ungeschlacht seyn. Soviel es möglich ist, gebrauch immer wohlriechende Sachen als Weyrauch, Bisam und Rosenwasser und dergleichen und trag sie bey dir, um überall, wohin du gehst, angenehme Gerüche an dir zu haben. Sey auch immer einnehmend im Reden, denn obgleich die Musiker Männer sind: so muss doch ihr ganzes Betragen weiblich seyn. 

Wenn du in Gesellschaften kömmst: so spiele weder immer leicht Gesänge und Melodien noch immer harte und schwere Melodien; denn die in der Versammlung befindlichen Personen sind vielleicht nicht von gleichem Naturel, sondern einander entgegengesetzt, so wie überhaupt die Menschen nicht von einerley Gemüthsart sind. Dies ist die Ursache, dass dem einen angenehm ist, was dem andern unangenehm vorkömmt. Aus diesem Grunde haben auch die Lehrer unter den Musikern für diese Kunst eine gewisse Ordnung festgesetzt, welche allen verschiednen Naturels, die an einem Orte versammelt seyn mögen, angenehm seyn soll. Sie haben nämlich für den Anfang eine leichte Melodie. Chusrewani genannt, componiert, welche in Kaisergesellschaften aufgeführt wird. Hernach haben sie die schweren Melodien erfunden, so dass sie in der Modulation anzustimmen leicht geworden. Man hat ihnen den Namen, Rachghiran, beygelegt, welches schwerer Gang heisst. Die Compositionen sind also leicht und schwer. Die leichten sind für Fürsten und Kaiser, die schweren sind für alte und gesetzte Männer verfertigt. Da man aber wahrgenommen, dass nicht alle Menschen Kenner der Kunst, noch vom Naturel der Alten sind: so hat man für zarte und junge Leute noch eine Manier eingeführt, wonach man leichte Melodien mit sanften Tönen scherzhafter Gedichte in leichten Sylbenmaassen vermischt und dieser Manier hat man den Namen Bassid (einfach) gegeben, welche zu den leichten gerechnet wird. Wenn also Musiker zur Unterhaltung in eine Versammlung eintreten: so müssen sie eine schwere Melodie vortragen und hinterher eine leichte geben und alsdann sogleich ein Bassid spielen, damit sowohl alte als Junge daran Theil nehmen mögen. Allein diese Melodien sind für Knaben und junge Mädchen nicht dienlich; denn ihr Naturel steht noch gar zu niedrig und ihre Begriffe sind zu mangelhaft. Daher haben ihrenthalben die Lehrer ganz leicht Gesänge und sanfte Töne in Melodien gebracht, damit auch ihnen in diesem Stück ein Vortheil zufliessen möge.“